# Cadena Perpetua (banda)
Cadena Perpetua es una banda de punk rock argentino formada en 1990. Es considerada una de las bandas de dicho género más influyentes de Argentina y una de las más convocantes. Sus actuales integrantes son: Hernán Valente (Vala) en guitarra y voz, Eduardo Graziadei en bajo y coros, y Damián Biscotti (El Chino) en batería.

## Historia
Luego de un tiempo tocando por el circuito under porteño editaron una producción independiente en formato casete titulada "Cadena Perpetua".
Durante los años 1993, 1994 y 1995 tocaron como banda soporte de The Ramones, La Polla Records y Steve Jones.

### Cadena Perpetua (Primer Disco)
En 1995, firmaron con el sello Frost Bite y grabaron en los estudios Tec-Son con Marcelo Depetro su primer disco, llamado también "Cadena Perpetua". La presentación oficial del disco fue en el Teatro Del Plata de Buenos Aires. Luego de esto, lo continúan presentando en diferentes lugares de Capital Federal y el Gran Buenos Aires.

### Buscando Salidas
En 1996, se aleja Gabriel y su lugar es ocupado por Damián Biscotti (El Chino). Con esta formación retomaron los conciertos y en abril de 1997 se internaron en la Quinta-Estudio "Del Abasto" para registrar su segundo disco, "Buscando Salidas". Con el lanzamiento de este disco, la banda emprendió su primera gira internacional presentándose en Venezuela y EE. UU.. De regreso en Buenos Aires, presentaron oficialmente el disco en "Superclub" y grabaron el videoclip de "Libertad", primer sencillo del disco. Inmediatamente después, salieron nuevamente hacia Venezuela para hacer una gira por ese país.
Participan en la película "Plaza de Almas" dirigida por Fernando Díaz, donde interpretan el tema "El Sueño del Pibe".
En 1998, se alejaron de Frost Bite y continuaron con las presentaciones en vivo.

### Largas Noches
El 2000 encuentra a Cadena Perpetua con su tercer disco. Este nuevo álbum, editado por el sello Vinilo Discos, lleva por nombre "Largas Noches" y contiene 13 temas. El corte de difusión elegido es el track 5 ("Si Me Ves"), del cual grabaron el segundo vídeo de la banda con imágenes varias, en su mayoría de recitales en Cemento. Durante este año, la banda se consolidó en el circuito de Capital Federal realizando sus presentaciones solo en Cemento siendo banda principal, así como soporte de la leyenda irlandesa "Stiff Little Fingers". Al mismo tiempo que continuaron presentando "Largas Noches" en distintos puntos del interior del país como Mendoza, Córdoba, Miramar, Mar del Plata, etc, logrando una excelente repercusión tanto en la prensa como en el público.
En 2001, el objetivo principal de la banda fue consolidarse. Para lograrlo, visitaron nuevos puntos del interior del país (Neuquén, Bahía Blanca, Rosario) y volvieron a tocar en los distintos lugares antes visitados. Realizan un show en televisión en el programa "Al Límite" de Much Music, También fueron banda soporte de los legendarios U.K. Subs y Attaque 77. Durante enero de 2002, Cadena Perpetua realizó una exitosa gira por la costa atlántica como invitado de El Otro Yo. Durante este año, visitaron por primera vez Chile y participaron de varios festivales (A.N.I.M.A.L. Fest, Antiglobalización) mientras preparaban su cuarto disco.

### Malas costumbres
El 2003 comenzó con la grabación de "Malas Costumbres". Este cuarto disco fue editado por el sello Lee-Chi Discos. En él, la banda punk despliega el material compuesto a lo largo de casi tres años luego de lanzado "Largas Noches" (2000). Cuenta con 17 temas, en los que la banda desarrolla su visión sobre la realidad política y social de la Argentina y también expresa situaciones y vivencias personales. "Desde el infierno" es el tema elegido como corte de difusión y del cual realizan el primer video del disco, el tercero de la banda.
Antes del lanzamiento de "Malas Costumbres" se presentan en la primera edición del festival "Quilmes Rock" en River Plate, Junto a Kapanga, Pappo, Attaque 77 y Die Toten Hosen.
"Malas Costumbres" fue presentado el 8 de noviembre en Cemento, uno de los shows más importantes en la carrera de la banda.
Realizaron una nueva presentación en el programa "Al Límite" de Much Music. Cerraron el año con un show en "La Trastienda" y festejaron sus 13 años en "Hangar", de Liniers.
Durante el verano de 2004, Cadena Perpetua realizó la "Gira de verano 2004" presentando los temas de este nuevo disco a lo largo de 11 shows, por la costa atlántica argentina. A su vuelta, continuaron presentando "Malas Costumbres" y para esto emprendieron una gira que los llevó a varios barrios de la provincia de Buenos Aires ("Gira Barrial 2004") para luego en el mes de mayo comenzar con su primera gira nacional, denominada "Desde el infierno". Esto los llevó a realizar más de 20 shows a lo largo de toda la Argentina llegando a varios lugares por primera vez, encontrando un gran apoyo por parte del público y recibiendo muy buenas críticas de la prensa. Finalmente, decidieron cerrar la gira en Cemento, realizando dos presentaciones seguidas (la primera vez en la carrera de la banda) los días 13 y 14 de agosto de ese año. El tema elegido como segundo corte fue "Sigo Acá", del cual grabaron el cuarto video de la banda. En octubre realizan una excelente presentación en el festival "Quilmes Rock" junto a The Offspring y festejan sus 14 años en República Cromagnon.

### Un plan simple y Demasiada intimidad

#### Un Plan Simple (EP)
En 2005 tras la tragedia de Cromañon la banda se dedica a tratar de tocar por donde se pueda, Vuelven a los estudios y graban el EP "Un Plan Simple" que contiene dos temas nuevos, dos covers (Uno de The Jam y otro de la banda española M.C.D) y dos temas viejos, con motivo de regalarlo para festejar sus 15 años de carrera, y en diciembre festejan sus 15 años en el viejo Teatro de Colegiales, con entradas agotadas.

#### Demasiada Intimidad
En 2006 realizaron dos shows en el "Teatro de Colegiales", despidiendo "Malas costumbres", para comenzar a grabar su nuevo disco.
En septiembre se presentaron en el festival "Pepsi Music", junto a The Stooges en el Club Ciudad de Buenos Aires. y junto a The Locos en el Estadio Obras.
En octubre salió "Demasiada intimidad", su sexto trabajo discográfico, cuyo corte para difusión fue "Algo personal", con video incluido y realizaron dos fechas en el Teatro Colegiales para despedir el año ante más de 2000 personas.

### Y un día llegaron al Estadio Obras
En el 2007, salen de gira para presentar "Demasiada Intimidad" a mediados de abril, comenzaron su gira nacional recorriendo gran parte del país, y el 22 de junio la finalizaron con un gran show en el mítico Estadio Obras ante más de 4.000 personas, una noche inolvidable para Cadena y sus seguidores, con 47 canciones y casi 3 horas de show.

#### En Vivo en Obras
A finales de marzo de 2008 editan "En Vivo en Obras", disco en vivo extraído del show en el estadio Obras Sanitarias en junio de 2007. Este disco repasa sus años de trayectoria y refleja toda la energía que tiene el trío en vivo. El encargado de la producción artística fue Álvaro Villagra, el cual plasmó en el audio lo contundente del "vivo" de la banda. El DVD fue producido por el director Octavio Lovisolo y cuenta con sonido stereo 2.0 y surround 5.1, filmado con 8 cámaras en formato HDV-LETTERBOX. También cuenta el DVD con imágenes de backstage en la sala de ensayo y días previos y durante el recital. Este show fue su debut en Obras y sirvió para consolidar a Cadena Perpetua como el trío de punk rock más importante de la actual escena nacional. En agosto comparten escenario junto a C.J. Ramone En El Teatro de Flores, En octubre lo hacen junto a Marky Ramone en el Galpón 11 de Rosario (Santa Fe) y también junto a Stone Temple Pilots en el Club Ciudad de Buenos Aires.
En el 2009 aparecen en el CD + DVD "30 Años De Punk" junto a 2 Minutos y Los Violadores, También los encuentra realizando la gira nacional "100 Shows Por Nuestro País" y preparando su nuevo disco. Vuelven a presentarse en el festival "Pepsi Music" realizado en el Club Ciudad de Bs.As. Junto a Faith No More y los alemanes Die Toten Hosen. Después de ese show Cadena llega por primera vez a México y realizan varios shows, uno de ellos junto a Die Toten Hosen.

### Cadena Perpetua, 20 años
En el 2010 la banda cumple 20 años. Realizan shows en Uruguay, Colombia y llegan por primera vez a Panamá y Costa Rica. En este mismo año tocan en el festival Pepsi Music 2010 Junto a Green Day.

### Plaga
Finalmente el 2 de diciembre sale a la venta "Plaga", el nuevo y esperado disco de Cadena Perpetua tras cuatro años sin editar material de estudio, "Plaga" Cuenta con 13 temas y fue producido por Juanchi Baleirón (Los Pericos). También cuenta con el aporte compositivo de Federico Pertusi y Gabriel Otero.
Las bases fueron grabadas en el estudio El Pie, "El Bolsa" (Drum Doctor) y el resto en Robledo Sound Machine, con Sebastián Perkal como ingeniero de grabación.
Acompañado del video del tema "Relaciones Peligrosas", Además incluye un cover de The Jam "In The Crowd". Fue un álbum muy bien recibido por los medios de prensa, la canción "Mutante" es considerada la mejor canción del disco.[cita requerida]
Para cerrar el 2010 Cadena Perpetua festejó sus 20 años en Capital, los días 10 y 11 de diciembre en "Groove" de Palermo, repasando toda su discografía en dos shows a sala llena, consolidándose como la mejor banda punk Argentina.
En el 2011 Cadena continua haciendo shows por el país como de costumbre, repasando sus 20 años de carrera y presentando temas de "Plaga".
El 11 de junio la banda dio otro paso gigante en su carrera al presentarse por primera vez en el "Estadio Cubierto Malvinas Argentinas" de La Paternal, donde presentaron su disco "Plaga" completo y un recorrido por todos sus discos ante un lugar colmado de gente que viajó de todos lados para apoyar a la banda en lo que fue uno de los shows más grande en la historia de Cadena, En este show se pudo apreciar una escenografía única, incluyendo Bump mapping y también fue grabado en Full HD, no se descarta una futura edición de todo este material. El vídeo de la canción "Pálido y Oscuro" muestra un poco lo que fue ese emocionante show.
Luego de recorrer países como Colombia, México y EE. UU. la banda despide el 2011 y festeja sus 21 años en "Groove" de Palermo.
En 2012, después de varias presentaciones en el Gran Bs.As. Cadena Perpetua realizó una gira nacional junto a la nueva banda de Ciro Pertusi "Jauría" recorriendo ciudades como Santa Fe Capital, Córdoba Capital, Rosario, Campana, Pinamar, Mar del Plata, Tandil, Bahía Blanca, Neuquén y finalizando en Mendoza.

### Armas y opio
La banda anuncia la salida de un nuevo EP titulado Armas y opio con tres temas nuevos y un cover de Leonard Cohen, "Everybody Knows". Grabado en "Moscú Estudio" fue lanzado por el nuevo sello "Dispara Discos" y se pudo conseguir con la entrada del show del 20 de octubre en el Teatro Vorterix de Buenos Aires.
Cadena Perpetua festeja sus 22 años el 15 de diciembre en Groove de Palermo junto a Jauría.
En 2013 el sello Dispara edita el DVD doble "Nuestro Mundo Feliz", un repaso de una gira de 100 shows por Argentina, Uruguay, Costa Rica y México.
Participan nuevamente del festival "Generator Fest" en el teatro Vorterix y realizan una gira barrial junto a Jauría. Graban un cover de Los Auténticos Decadentes (Sigue tu camino) para un compilado del programa radial "Day tripper" el tema fue elegido para corte de difusión del disco "15 años de un viaje sin escalas" de dicho programa, con vídeo incluido, y cerraron el año con dos fechas en Groove de Palermo, festejando sus 23 años y recorriendo toda su carrera, el show se dividió en partes (Día 1: 1990 a 2000 y Día 2: 2000 a 2013).
En 2014 Cadena Perpetua son invitados a participar en el show de Bad Religion en Buenos Aires, la banda sigue tocando por los barrios de Buenos Aires, por el interior del país y preparando el nuevo DVD en vivo del show en el estadio Malvinas Argentina, presentación del disco "Plaga".
Participan de la nueva edición del festival "Generator" junto a Jauría y Attaque 77, para septiembre y octubre realizan una nueva gira nacional junto a Jauría, y las 2 bandas graban un CD Split titulado "Un Golpe de Suerte" para regalar a los que asistieron a los shows de esa gira en conjunto.

### 25 años y festejo en el Luna Park
Luego de realizar una gira festejando sus 25 años de carrera, y de la edición en formato CD y DVD del show en el "Estadio Malvinas Argentinas" titulado "Plaga y Circo" el 15 de noviembre de 2015 llegan por primera vez al "Estadio Luna Park", realizando un show de más de 2 horas antes más de 4.500 personas. convirtiéndose en la segunda banda punk Argentina en llegar a tocar en dicho lugar.
La banda continua tocando por el país.

### 2020-2022 Pandemia y retorno a los escenarios
Por motivos del cierre de lugares públicos debido a la pandemia, no pudieron continuar tocando ese año.
A fines del 2021, se anuncia el retorno de Cadena Perpetua a los escenarios, el lugar elegido fue el Teatro Flores, 2 fechas anunciadas para marzo del 2022 sería el regreso luego de 2 años sin poder tocar, con localidades agotadas en el mismo diciembre de 2021.
Los días elegidos fueron 18 y 19 de marzo, como sorpresa y en vista de la rapidez con la que habían llenado las dos primeras fechas,  en febrero de 2022 decidieron agregar una tercera, el día 23 del mismo mes, donde en esa misma fecha sería utilizado el material grabado para el videoclip de Desdudame, el último sencillo que la banda había anunciado unos meses atrás; Semanas previas a comenzar su triple presentación en Flores, se comenzó a correr el rumor de que esta sería la última presentación y despedida de la banda, afortunadamente para los fanáticos, esto no fue más que un rumor y continuaron tocando.
El año continuó cuesta arriba para la banda, donde comenzaron a recorrer CABA y parte de la provincia de Buenos Aires, incluso con una escapada a Rosario, entre algunos de los lugares recorridos se encuentran: XLR, Auditorio Sur y Club Tucuman.
Sumado a esto, se anuncia una gira Europea, la primera de la banda hacia el Viejo Continente, en octubre lograron recorrer y tocar en lugares como Valencia, Alicante, Madrid, Barcelona y Londres.

### 30 Años y festejo en Obras
Luego de su gira por Europa, cerraban con broche de oro, festejando sus 30 años en el estadio Obras Sanitarias (que en realidad son 32, pero al no poder tocar por 2 años debido a la pandemia, se omiten).
La fecha elegida, día 5 de noviembre de 2022, la banda ya tenía previsto festejar sus 30 años en el Luna Park, pero porque en su momento, Obras no estaba habilitado.
En palabras de Hernan "Vala" Valente, "queríamos que sea Obras, para que las nuevas generaciones experimenten lo que es ir, toda la previa y la mística que tiene el templo del rock,  la misma que sentimos nosotros en nuestra adolescencia".
Con un estadio Obras repleto, Cadena Perpetua festejó sus 30 años, con casi 3 horas de show y un recorrido por toda su discografía, dejando contento tanto a sus fieles fanáticos, como a los jóvenes que apenas están conociendolos.
Por el momento, no hay más fechas anunciadas para el 2022, la banda ya anticipó que tienen material para su nuevo disco, pero no hay ninguna fecha definida para la salida del mismo.

### 2023 y menos frecuencia
Comienza el año con una doble fecha en Palermo Groove, los días 24 y 25 de febrero, con un sabor amargo a pesar de la fiesta del recital, Hernan anuncia que se va a España "por un tiempo" por asuntos personales, poniendo en duda la continuidad de los recitales en este año, y sin una fecha concreta para la vuelta, por lo visto en redes sociales, algunos músicos y gente cercana a la banda,  agradecían y tomaban esos recitales de groove como una "despedida" , por el momento no hubo anuncio oficial por parte de la banda, más que el cese momentáneo de los recitales. Para sorpresa de todos reaparecen anunciando fechas en España para octubre y para Argentina en diciembre de ese mismo año.

## Integrantes
Formación actual:
- Hernán "Vala" Valente: Guitarra y Voz
- Eduardo Graziadei: Bajo y Voz
- Damián "Chino" Biscotti: Batería
- Santiago "Sam" Almeida: Segunda guitarra (ocasional)

Exintegrantes:
- Gabriel Ríos: (1994 - 1996) — Batería
- El Cala: (1990 - 1993) — Batería

## Discografía
| Año  | Disco                                                     | Sello          |
| ---- | --------------------------------------------------------- | -------------- |
| 1995 | Cadena Perpetua                                           | Frost Bite     |
| 1997 | Buscando salidas                                          | Frost Bite     |
| 2000 | Largas noches                                             | Vinilo Discos  |
| 2003 | Malas costumbres                                          | Lee-chi Discos |
| 2005 | Un plan simple (EP)                                       | Lee-chi Discos |
| 2006 | Demasiada intimidad                                       | Tocka Discos   |
| 2008 | En vivo en obras (CD + DVD)                               | Tocka Discos   |
| 2010 | Plaga                                                     | Tocka Discos   |
| 2012 | Armas y opio (EP)                                         | Dispara Discos |
| 2014 | Cadena Perpetua y Jauría, "Un golpe de suerte" (CD Split) | Dispara Discos |
| 2016 | En vivo, estadio Luna Park (Vinilo 7")                    | Dispara Discos |

- En 1993 editaron una producción independiente en casete titulada "Cadena Perpetua". En 2011 hubo una reedición de este material, con 100 copias, las cuales se encuentran ya agotadas.
- En 2012 el sello de la banda "Dispara Discos" reedita el EP "un plan simple".
- En noviembre de 2013 se reedita el disco "Buscando Salidas" con 2 bonus tracks.
- En 2015 el sello "Dispara Discos" reedita "Producción Independiente", "Cadena Perpetua", "Buscando salidas" y "Largas noches" en formato casete.

## DVD
| Año  | Disco                                                        | Sello          |
| ---- | ------------------------------------------------------------ | -------------- |
| 2008 | En Vivo En Obras                                             | Tocka Discos   |
| 2013 | Nuestro Mundo Feliz (La Gira Perpetua / Parte 1)             | Dispara Discos |
| 2013 | Nuestro Mundo Feliz (La Gira Perpetua / Parte 2)             | Dispara Discos |
| 2015 | Plaga y Circo (En vivo Estadio Malvinas Argentinas 11/06/11) | Dispara Discos |
| 2017 | No Mires Al Cielo, La Película                               | Dispara Discos |

## Participación en Compilados V/A
- "Family (Compilado Frost Bite 1996)"

(Temas: El Sueño Del Pibe - Ya No Ves El Sol - Por Una Cabeza
- "Skate Rock Vol.4 (Compilado Frost Bite 1998)"

(Temas: El Tirano - El Sueño del Pibe)
- "Invasión 99"

(Temas: Libertad - Ángel del Pasado)
- "Devotos de Una Mala Religión (Tributo a Bad Religion)"

(Tema: Struck A Nerve)
- Cadena Perpetua, Restos Fósiles y Ayxa

(Tema: Moonlight Shadow / Mike Oldfield & Maggie Reilly)
- "Homenaje a Joey Ramone - En Vivo En Cemento"

(Solo Hernan Valente, Tema: Questioningly)
- "Todos Somos Ramones (Homenaje a Ramones)"

(Tema: Danny Says)
- "30 Años de Punk"

(En vivo en el Estadio Obras 14/12/2007)
- "Cuerpo, Canciones a partir de Mariano Ferreyra"

(Las Manos de Filippi & Cadena Perpetua - Tema: Kristina)
- "Jauría - Libre o Muerto"

(Hernan Valente colabora en las voces del tema "y Además...")
- "Day Tripper, 15 años de un viaje sin escalas"

(Tema: "Sigue Tu Camino" de Los Auténticos Decadentes)

## Videografía
| Año  | Canción               | Disco                                        |
| ---- | --------------------- | -------------------------------------------- |
| 1997 | Libertad              | Buscando salidas                             |
| 2000 | Si me ves             | Largas noches                                |
| 2003 | Desde el infierno     | Malas costumbres                             |
| 2004 | Sigo acá              | Malas costumbres                             |
| 2006 | De más                | Malas costumbres                             |
| 2007 | Algo personal         | Demasiada intimidad                          |
| 2007 | No mires al cielo     | Demasiada intimidad                          |
| 2008 | Si me ves (En vivo)   | En vivo en Obras                             |
| 2010 | Relaciones peligrosas | Plaga                                        |
| 2011 | La trampa             | Plaga                                        |
| 2011 | Pálido y oscuro       | Plaga                                        |
| 2013 | Buscándote            | Armas y opio                                 |
| 2013 | Sigue tu camino       | Day Tripper, 15 años de un viaje sin escalas |
| 2018 | Cómo poder            | Largas noches / Versión en vivo              |
| 2022 | Desdudame             | Single / Teatro Flores                       |